# AP 米国史
AP 米国史（Advanced Placement〈アドバンスト・プレイスメント〉、AP U.S. HistoryまたはAPUSHとも呼ばれる）は、アメリカ合衆国カレッジボードがアドバンスト・プレイスメント・プログラムの一環として提供する、大学レベルの米国史のコースと試験である。

## コース
AP米国史のコースは大学1年生レベルのクラスと同レベルの内容と指導を提供するよう設計されていて、通常大学レベルの教科書を基礎として使用する。内容は先コロンブス期から現代までの米国史の9つの時代を扱う。
| 時代         | 比率   |
| ------------ | ------ |
| 1491–1607    | 4–6%   |
| 1607–1754    | 6–8%   |
| 1754–1800    | 10–17% |
| 1800–1848    | 10–17% |
| 1844–1877    | 10–17% |
| 1865–1898    | 10–17% |
| 1890–1945    | 10–17% |
| 1945–1980    | 10–17% |
| 1980–present | 4–6%   |

### 保守派による批判
このコースの枠組みは「アメリカ例外主義を軽視し愛国心の育成に失敗している」と米国の保守派による批判を受け、
2015年オクラホマ州下院の共通教育委員会により教育課程の枠組みを変更する法案が可決されたがその後撤回された 。
しかし同年2015 年には学習課程のみ改訂が行われた。

## 試験
AP 米国史の試験時間は 3 時間 15 分で、2 つの部分で構成されている。第1部Aでは55問の多肢選択問題が出題され、各問題には4つの選択肢がある。多肢選択問題は、ヨーロッパ人とネイティブ・アメリカンが交流を持つ直前から現代までの米国史を網羅している。問題は、一次資料や画像（地図や政治風刺画を含むが、これに限定されない）を中心に構成された2～5問の集合形式で出題される。第1部Bには3つの記述式問題が含まれ、最初の2問は必須で、3問目と4問目は学生が選択する。合計95分（選択問題55分、記述問題40分）が第I部の解答に与えられる。
第2部は自由記述問題で、受験者は時間内に2つのエッセイを書きあげる必要がある。第2部Aは、文書に基づく問題のDBQ（Document Based Questions)形式であり、エッセイの課題とその課題に関連する7つの短い一次資料または抜粋が提示される。学生は外部情報に加えて資料を活用し出題文に答えることが期待されている。第2部の B では、3 つの主題別作文が出題されている。生徒は3つの作文課題のうち1つだけに回答する。2020年、COVID-19の流行によりAP試験は大幅に短縮され、公開ノート試験として遠隔で実施され、試験内容はDBQ（Document Based Questions)エッセイ1本のみの出題となった。
試験の各長文エッセイ問題では、3つの歴史的推論過程（継続と変化の特徴、比較、因果関係）のいずれかを取り上げることができる。各問題は15分間の読解時間があり、学生はエッセイの出題文を読みメモを取り考えまとめエッセイを書き始める流れになっているが、この時間が終わる前にエッセイを書き始めることも許されていている。DBQエッセイには60分、長文エッセイには40分の時間制限が与えられ自由に2つのエッセイに取り組むことができる。
2011年5月AP米国史は全世界で402,947人が受験し、受験者数ではAP英語作文試験に次いで2位となった。

### 採点
2007年以降の得点分布は以下の通りである：
| 得点           | 2007    | 2008    | 2009    | 2010    | 2011    | 2012    | 2013    | 2014    | 2015    | 2016    | 2017    | 2018    | 2019    | 2020    | 2021    | 2022    | 2023    |
| -------------- | ------- | ------- | ------- | ------- | ------- | ------- | ------- | ------- | ------- | ------- | ------- | ------- | ------- | ------- | ------- | ------- | ------- |
| 5              | 11.1%   | 8.5%    | 11.0%   | 11.0%   | 11.0%   | 11.8%   | 10.6%   | 11.0%   | 9.3%    | 11.7%   | 10.9%   | 10.4%   | 12.1%   | 13.0%   | 10.1%   | 10.8%   | 11%     |
| 4              | 19.9%   | 18.2%   | 19.5%   | 18.8%   | 20.8%   | 21.4%   | 21.5%   | 21.3%   | 17.8%   | 17.9%   | 17.9%   | 18.2%   | 18.7%   | 19.2%   | 15.9%   | 15.6%   | 15%     |
| 3              | 22.2%   | 21.4%   | 22.1%   | 22.9%   | 21.0%   | 21.7%   | 21.8%   | 20.1%   | 23.6%   | 22.5%   | 22.6%   | 22.5%   | 23.5%   | 26.6%   | 21.2%   | 21.9%   | 22%     |
| 2              | 26.2%   | 25.4%   | 25.2%   | 25.9%   | 26.7%   | 26.5%   | 27.2%   | 28.0%   | 25.0%   | 23.4%   | 23.5%   | 23.1%   | 22.0%   | 20.4%   | 21.6%   | 23.0%   | 23%     |
| 1              | 20.6%   | 26.5%   | 22.2%   | 21.4%   | 20.5%   | 18.6%   | 18.9%   | 19.6%   | 24.3%   | 24.5%   | 25.1%   | 25.8%   | 1.0%    | 31.2%   | 28.8%   | 29%     |         |
| ３以上の取得者 | 53.2%   | 48.1%   | 52.6%   | 52.7%   | 52.8%   | 54.9%   | 53.9%   | 52.4%   | 50.7%   | 52.1%   | 51.4%   | 51.1%   | 54.3%   | 58.8%   | 47.2%   | 48.2%   | 48%     |
| 平均           | 2.75    | 2.57    | 2.72    | 2.72    | 2.75    | 2.81    | 2.78    | 2.76    | 2.63    | 2.69    | 2.66    | 2.64    | 2.74    | 2.83    | 2.52    | 2.52    | 2.56    |
| 標準偏差       | 1.29    | 1.28    | 1.30    | 1.29    | 1.29    | 1.29    | 1.27    | 1.29    | 1.28    | 1.33    | 1.31    | 1.32    | 1.33    | 1.31    | 1.34    | 1.33    |         |
| 受講者数       | 333,562 | 346,641 | 360,173 | 387,416 | 406,086 | 427,796 | 442,890 | 462,766 | 469,689 | 489,281 | 505,302 | 501,530 | 496,573 | 472,697 | 454,204 | 456,520 | 473,000 |